# Der größte Sieg des Herkules
Der größte Sieg des Herkules (Ercole l'invincibile) ist ein italienischer Abenteuerfilm, in dessen Mittelpunkt eine mythologische Figur mit übermenschlicher Muskelstärke steht. Der einzige Film als Regisseur des Kameramannes Alvaro Mancori wurde in Deutschland am 15. Oktober 1965 erstaufgeführt.

## Handlung
In einem mythischen Königreich soll die Königstochter Teica, die vom Herkules schon vor einem Löwen gerettet wurde, mit ihm vermählt werden; als Bedingung stellt Throninhaber Tideo allerdings noch den Sieg über einen bösen Drachen, der das Land bedroht. Als dies getan ist, werden die Einwohner des Reiches jedoch von Finsterling Kabaol in das unterirdisch gelegene Imperium der verschlagenen Eta, die sich mit machtlüsternen Beratern umgeben hat, entführt. Herkules weiß auch mit diesen Gefahren fertigzuwerden, wobei ihm ein Vulkanausbruch, der das unterirdische Reich mit Lava übergießt, zur Hilfe gereicht.

## Kritik
„Naives Serienabenteuer im Stil des italienischen ‘Muskel- und Sandalen’-Kinos der 60er Jahre“ schreibt das Lexikon des internationalen Films, während Cinema urteilt: „Ohne wahre Größe wandelt der italienische Sandalenfilm auf den ausgetreten Pfaden des Genres.“ Auch der Evangelische Film-Beobachter hält nichts von dem Film: „Lustlos heruntergedrehter Abenteuer-Streifen, nicht einmal geeignet für anspruchslose Unterhaltung und daher so unnötig wie irgend möglich.“

## Hintergrund
Der Film spielte in Italien 101 Millionen Lire ein.
Die Credits des Filmes sind allesamt anglisierte Pseudonyme.